# Jan Domagała
Jan Domagała (* 1896; † unbekannt) war ein polnischer KZ-Häftling.

## Leben
Domagała stammte aus Oberschlesien. Nach der Besetzung Polens durch die deutsche Wehrmacht wurde er verhaftet. Ab Herbst 1944 war er Lagerschreiber im Konzentrationslager Dachau. Seine Stellung nutzte er, um heimlich Listen über Transporte und Tote anzulegen.
Nach der Befreiung des Konzentrationslagers war er Leiter des International Information Office, das Angehörige bei der Suche nach dem Verbleib von Gefangenen unterstützte.

## Veröffentlichungen
- Ci, którzy przeszli przez Dachau. Pax, Warschau, 1957